# Cary Augustus Hardee
Cary Augustus Hardee (Contea di Taylor, 13 novembre 1876 – Live Oak, 21 novembre 1957) è stato un politico statunitense. Fu il 23º governatore della Florida dal 1921 al 1925.